# Prépondérance (Canada)
Pour les articles homonymes, voir Prépondérance.
En droit constitutionnel canadien, la doctrine de la prépondérance fédérale affirme qu'en cas de conflit entre une loi fédérale valide et une loi provinciale valide constitutionnellement, la loi fédérale a prépondérance, mais à certaines conditions. Pour qu’il y ait conflit, il faut que ce soit irréconciliable. Il n’y a pas de conflit si la loi fédérale n’est pas une loi habilitante, par exemple une loi criminelle purement prohibitive.

## Usage historique
Historiquement, cette doctrine fut interprétée de façon très stricte. Là où il existait le moindre chevauchement entre les lois fédérales et provinciales, la loi fédérale rendait toujours inopérante la loi provinciale même là où il n'y avait aucun conflit. Avec le temps, les tribunaux et les experts ont commencé à interpréter la doctrine de façon qu'elle s'applique uniquement lorsque le respect d'une loi entraîne nécessairement la violation de l'autre. La Cour suprême du Canada a adopté cette dernière interprétation lors de l'arrêt Smith c. La Reine (1960). La Cour a jugé qu'il doit exister une « incompatibilité opérationnelle » entre les deux lois afin d'invoquer la prépondérance.

## Usage moderne
L'usage moderne de la doctrine de la prépondérance fut articulé dans Multiple Access Ltd. c. McCutcheon (1982). Les gouvernements provincial et fédéral ont tous deux adopté des lois quasiment identiques sur le délit d'initié. La Cour a jugé que le dédoublement des lois n'invoquait pas la prépondérance puisque la cour avait la possibilité d'empêcher les doubles pénalités. La prépondérance ne peut être invoquée que lorsque la conformité avec une loi provoque la violation de l'autre.
Un exemple plus récent de cette doctrine se trouve dans l'arrêt Law Society of British Columbia c. Mangat où la Cour a découvert un conflit opérationnel entre la Legal Profession Act, une loi provinciale interdisant aux non-avocats de se présenter devant un juge, et la Loi sur l'immigration, une loi fédérale qui permettait aux non-avocats de se présenter devant le tribunal de l'immigration. Étant donné que les deux lois étaient en conflit, c'est la loi fédérale qui l'a emporté.
Dans l’arrêt Benson & Hedges de la Cour suprême du Canada, la loi fédérale contestée n’est pas une loi habilitante parce qu’elle relève de la compétence fédérale en matière de droit criminel. Puisque La loi provinciale est plus restrictive : étant plus sévère, elle rencontre forcément l’intention prohibitive du fédéral. Mais vu que la loi fédérale n’est pas habilitante, la loi fédérale ne crée aucun conflit, ce n’est pas irréconciliable, et d’ailleurs il est possible de se conformer aux deux lois. Donc la loi provinciale est opérante et Benson & Hedges perd sa cause.
L'arrêt Murray‑Hall c. Québec (Procureur général) est essentiellement une application de l'arrêt Benson & Hedges dans le contexte de la législation récente sur le cannabis (2018), qui décriminalise la vente du cannabis par des distributeurs autorisés tout en maintenant la pénalisation de la production non autorisée de cannabis à des degrés divers, en fonction de la législation fédérale ou provinciale. Le Code criminel du législateur fédéral interdit la culture du cannabis, mais contient une exception pour la possession d'au plus quatre plantes; la loi provinciale québécoise crée un monopole en faveur de la Société québécoise du cannabis et interdit la possession de ces quatre plantes sous peine d'amendes. Puisque le Code criminel est une loi prohibitive et non pas une loi habilitante, il ne crée pas un droit positif de posséder des plantes à domicile à des fins personnelles. Les objectifs de santé et de sécurité publiques de la loi québécoise sont en harmonie avec les objectifs de protection du public de la loi fédérale, alors il n'y pas lieu de déclarer inopérante la disposition de la loi provinciale pour motif de prépondérance fédérale. La prépondérance fédérale ne s'applique que lorsqu'il y a (1) un conflit d’application; ou (2) une entrave à la réalisation de l’objet de la loi fédérale. La Cour ne limite pas son analyse quant à savoir si une loi provinciale est plus sévère qu'une loi fédérale, mais elle examine si une loi interdit de faire ce que l'autre permet (« lorsqu’une loi dit “oui” et que l’autre dit “non” »), au regard des objectifs des législateurs fédéral et provincial et compte tenu de la nature prohibitive ou habilitante des lois en question.